# Tharybis macrophthalma
Tharybis macrophthalma is een eenoogkreeftjessoort uit de familie van de Tharybidae. De wetenschappelijke naam van de soort is voor het eerst geldig gepubliceerd in 1902 door Sars G.O..